# Rüdiger Schnuphase
Rüdiger Schnuphase (Werningshausen, 23 gennaio 1954) è un ex calciatore tedesco orientale, dal 1990 tedesco, che giocava nei ruoli di difensore e centrocampista.

## Carriera

### Club
A livello di club, iniziò nel Rot-Weiß Erfurt, nel 1976 si trasferì al Carl Zeiss Jena e ritornò nel 1984 al Rot-Weiß Erfurt per terminare la carriera nel 1986. In DDR-Oberliga totalizzò 320 partite andando a segno 123 volte e nel 1982 vinse sia il premio di calciatore tedesco orientale dell'anno e sia il titolo di capocannoniere dell'Oberliga.

### Nazionale
Con la Germania Est Schnuphase giocò 45 presenze impreziosite da sei reti. Partecipò alle olimpiadi di Mosca 1980 e al campionato del mondo 1974.

## Palmarès

### Club
- FDGB Pokal: 1

1980

### Nazionale
- Argento olimpico: 1

Mosca 1980

### Individuale
- Calciatore tedesco orientale dell'anno:1

1982